# جين ويب
جين ويب (بالإنجليزية: Jane Webb)‏ هي ممثلة أمريكية، ولدت في 13 أغسطس 1925 في شيكاغو في الولايات المتحدة، وتوفيت في 30 مارس 2010 في غرين فالي (أريزونا) في الولايات المتحدة.

## وصلات خارجية
- جين ويب على موقع IMDb (الإنجليزية)
- جين ويب على موقع قاعدة بيانات الفيلم (الإنجليزية)